# William Swan, 1. Baronet
Sir William Swan, 1. Baronet (getauft 6. Dezember 1631; † 9. Oktober 1680) war ein englischer Adeliger.
Er war der Sohn des Sir Thomas Swan, der 1631 zum Knight Bachelor geschlagen worden war. Von seinem Vater erbte er umfangreiche Ländereien in Kent, darunter den Familiensitz Hook Place im Ort Southfleet im heutigen Borough of Dartford, sowie die Anwesen Denton, Densted und Swanscombe.
Er wurde 1660 von König Karl II. zum Knight Bachelor geschlagen und am 1. März 1666 zum erblichen Baronet, of Southfleet in the County of Kent, erhoben.
Aus seiner Ehe mit Hesther Ogle († 1713), Tochter des Sir John Ogle, Herr auf Pinchbeck in Lincolnshire, hatte er einen Sohn, William Swan (1667–1712), der ihn 1680 als 2. Baronet beerbte.